# 維斯巴赫河 (格拉特河支流)
47°23′53″N 9°13′57″E / 47.39806°N 9.23250°E
維斯巴赫河是瑞士的河流，位於該國東北部，流經外羅得阿彭策爾州和聖加侖州，屬於格拉特河的支流，河道全長9.4公里，流域面積17.9平方公里。